# Miguel Arroyo Hurtado
Miguel Arroyo Hurtado (Popayán, 5 de julio de 1826-Popayán, 20 de noviembre de 1892) fue un político, abogado y constitucionalista colombiano que participó en varias confrontaciones políticas y militares del suroccidente de Colombia durante la segunda mitad del siglo XIX. Fue el último gobernador del Estado Soberano del Cauca. 

## Biografía

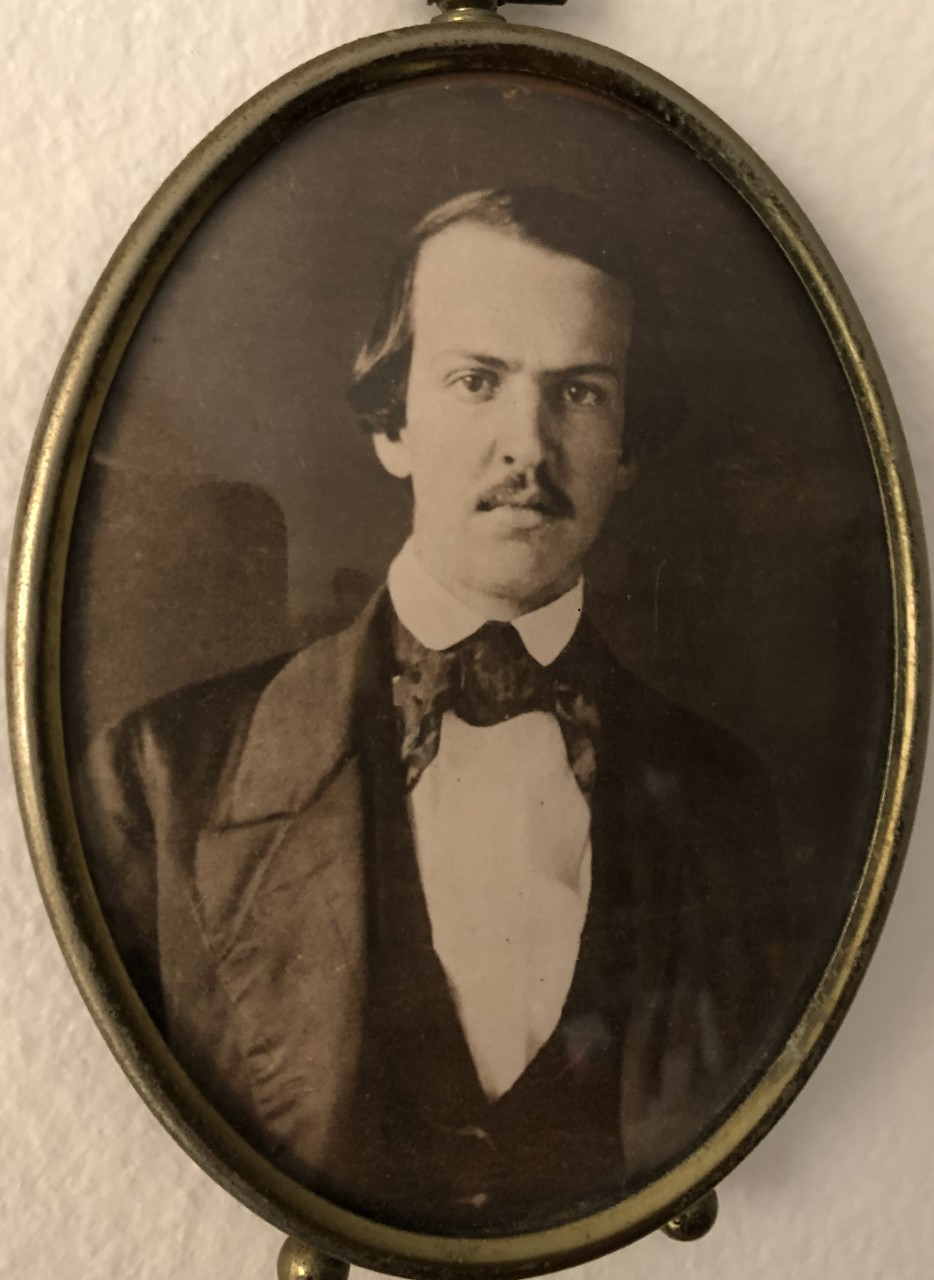
Fotografía de Arroyo Hurtado en su juventud, a partir de un daguerrotipo de la primera mitad del siglo XIX

### Nacimiento y estudios
Nació en Popayán del matrimonio conformado por Santiago Arroyo y Valencia, prócer de la Independencia de Colombia, y Juana Francisca Hurtado y Arboleda, miembros de influyentes familias de su región.
Fue bautizado en la catedral de su ciudad natal al día siguiente de su nacimiento, recibiendo los nombres de Miguel de los Santos María. Adelantó estudios de jurisprudencia en la Universidad del Cauca, donde obtuvo el grado de abogado el 24 de julio de 1849. Fue recibido en el tribunal del Cauca meses después.

### Vida pública
La trayectoria política de Arroyo Hurtado abarcó varias áreas de la administración pública. Fue diputado a la cámara provincial, representante al Congreso de la República, miembro de la junta administradora de la Caja de Ahorros de Popayán, vocal de la municipalidad, miembro en las legislaturas caucanas, Secretario de Hacienda del Gobernador del Cauca y Gobernador del Cauca. Durante su administración como gobernador se concibió y dio inicio a la construcción del paraninfo de la Universidad del Cauca.

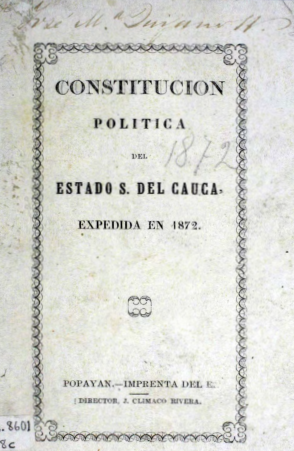
Constitución Política del Estado Soberano del Cauca, promulgada en Popayán en la Convención de 1872, en la que Arroyo Hurtado participó como diputado.

Desde temprana edad tuvo una estrecha amistad con Julio Arboleda Pombo y a través de él ingresó a la Sociedad Filológica, un grupo opositor a José María Obando creado en Popayán por Arboleda y su hermano Sergio con el fin de luchar contra los hechos revolucionarios de 1839 que constituyeron el preámbulo de la Guerra de los Supremos. También perteneció a la Sociedad Popular Republicana, fundada en 1849 por los mismos hermanos Arboleda Pombo en oposición a la Sociedad Democrática de Popayán y al gobernador liberal Manuel José Castrillón, con el propósito de "frenar los principios antisociales y anticristianos, oponerse a los abusos de autoridad e impedir la imposición de un gobierno despótico o una dictadura".
En estas sociedades, Arroyo compartió el ideario conservador con su hermano Enrique y con otros líderes políticos como Manuel de Jesús Quijano, Vicente Cárdenas, Manuel María Luna, Cenón Pombo O'Donnell, Laureano Mosquera, Francisco José Chaux, Vicente Javier Arboleda, Manuel María Rebolledo, Bartolomé Castillo, Joaquín Valencia y Simón Hurtado, entre otros.
Al igual que la mayoría de sus copartidarios, Arroyo mantuvo una postura gobiernista durante la Guerra de los Supremos, se comprometió en la rebelión conservadora de 1851, fue constitucionalista durante el golpe de José María Melo de 1854 y apoyó al gobierno de Mariano Ospina Rodríguez durante la rebelión de Tomás Cipriano de Mosquera y Arboleda.
En 1851 se trasladó a Bogotá a solicitud de Julio Arboleda para sostener conversaciones con Mariano Ospina Rodríguez, a la sazón jefe del Partido Conservador, relativas a la guerra que se presagiaba contra el gobierno del presidente José Hilario López. En abril de 1854 apoyó al gobernador de Popayán, Manuel de Jesús Quijano, de filiación conservadora, frente a los conatos subversivos que grupos liberales llevaron a cabo en ese año.
Junto con su hermano Enrique formó parte del grupo de oficiales comandados por Pedro José Velasco y Valdés que lograron repeler las fuerzas rebeldes dirigidas por Francisco Solarte y Salvador Rojas, hasta derrotarlas en el alto de Los Robles el 15 de abril de 1854. El 16 de mayo de ese mismo año huyó con otros notables de la ciudad y se refugió en el municipio de Timbío, donde se unió a las fuerzas constitucionales que allí se encontraban. Fue combatiente en las guerras civiles de 1860 y 1876, esta última también conocida como Guerra de las Escuelas, que significó una derrota para su partido. 
Durante un viaje a Europa que adelantó en 1857, su alma mater le confió la tarea de adquirir instrumentos de precisión para el gabinete de física, para lo cual la Universidad del Cauca determinó invertir la suma de quinientos pesos.

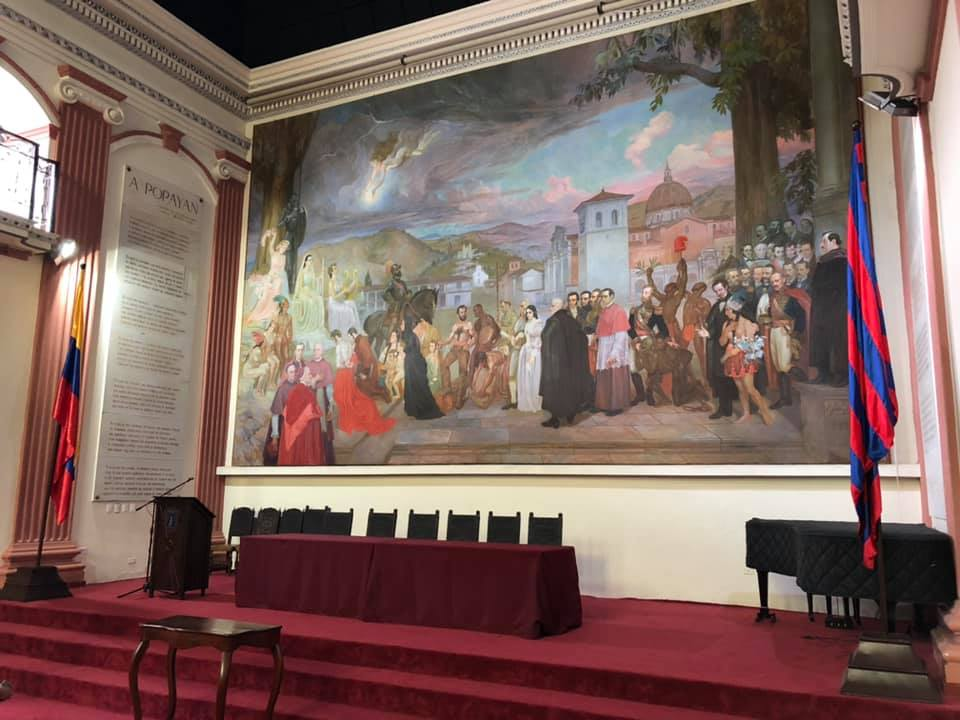
Paraninfo "Francisco José de Caldas" de la Universidad del Cauca, recinto cuya obra se inició bajo la administración de Arroyo Hurtado como gobernador.

Tomó parte, en las filas de las fuerzas conservadoras, en la Batalla de Tulcán de 1862, en la que Colombia obtuvo la victoria frente al Ecuador. Tras la rendición del presidente Gabriel García Moreno le correspondió a Arroyo, junto con Evaristo Delgado y Juan Bautista Zarama, capturarlo y llevarlo ante el presidente Arboleda, quien le concedió la libertad poco después.
Participó en calidad de diputado en la redacción de la Constitución Política del Estado Soberano del Cauca, que fue promulgada en la Convención convocada en Popayán para tal fin, en 1872. En dicha labor participaron otros notables de la región como Simón Arboleda Arboleda, Jeremías Cárdenas, Eliseo Payán, Ezequiel Hurtado, Julián Trujillo, José Rafael Arboleda Arboleda, Froilán Largacha, José María Iragorri y Emigdio Palau, entre otros.
En 1873 fue elegido suplente de los diputados a la Legislatura del Estado. Durante la administración de Manuel Antonio Sanclemente como Gobernador del Cauca, Arroyo Hurtado se desempeñó como Secretario de Hacienda.
Ante la convulsa situación que reinaba en Colombia como producto de las guerras civiles, y principalmente por su participación en la guerra federal al lado de Arboleda, hubo de exiliarse en Quito con su familia entre 1878 y 1892, fecha esta última en que Arroyo regresó a Popayán para ocupar la Gobernación del Cauca.

## Vida personal

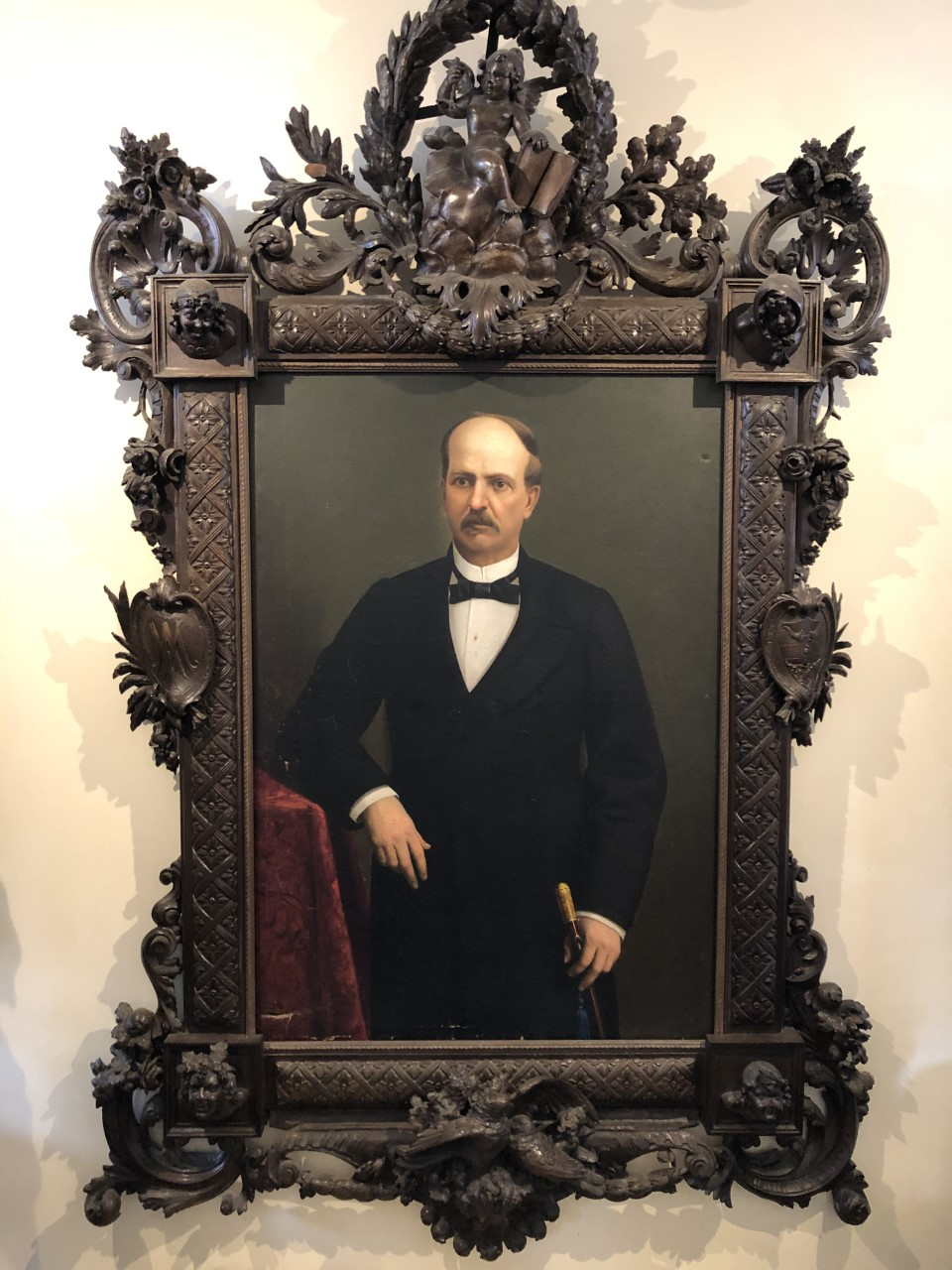
Retrato de Arroyo Hurtado comisionado por el Concejo de Popayán, con el célebre marco de Minghetti.

El 25 de marzo de 1857 contrajo matrimonio en Popayán con la historiadora y genealogista Margarita Diez-Colunje y Pombo, hija de José María Diez-Colunje Caballero y Natalia Pombo O'Donnell. Fueron padres de Beatriz, Miguel, Santiago y José Antonio Arroyo Diez. 
Falleció en su ciudad natal en la madrugada del 20 de noviembre de 1892 a los 66 años de edad, cuando se desempeñaba como Gobernador del Cauca, período en que este territorio es conocido en la historiografía colombiana como el Cauca Grande.

## Homenajes
El Concejo Municipal de Popayán honró la memoria de Arroyo Hurtado mediante una ordenanza de honores póstumos que dispuso, entre otros, la elaboración de su retrato al óleo, el cual se conserva en su ciudad natal junto al artístico marco tallado expresamente para dicha obra por Juan Bautista Minghetti y que contiene una alegoría de las cuatro estaciones, así como el monograma personal del Gobernador y el escudo de Colombia. 